# かとゆり
かとゆり（2000年5月10日 - ）は、日本の女性インフルエンサー、元グラビアアイドル、元芸能マネージャー。愛称は「上智」。

## 来歴
2019年4月、上智大学理工学部情報理工学科に入学。
2020年6月、女性アイドルグループ「ルルネージュ」の専属マネージャーとして、TikTokで動画投稿を開始。
2021年11月、YouTuberのヒカルが夜の新宿歌舞伎町を散歩しているところに声を掛け、動画に出演したことをきっかけに注目され、「美しすぎる上智大生」として話題となる。
2023年6月22日、集英社の青年漫画雑誌『週刊ヤングジャンプ』で水着グラビアデビューを果たす。8月21日には同社の男性向け週刊誌『週刊プレイボーイ』36号のグラビアに登場し、12月7日には『週刊ヤングジャンプ』の表紙および巻頭グラビアを飾る。
2023年12月、YouTubeチャンネルを開設。
2024年3月、1年の留年を経て、上智大学を卒業。
2024年4月28日、グラビアイベント「SPLASH SUMMER×近代麻雀水着祭2024」でMCを担当。
2024年7月11日、ランジェリーブランド「ウンナナクール」の「364ブラ」のイメージモデルに就任。
2024年7月26日、初の写真集『Lucky DUCK』を小学館から出版。
2024年10月8日、光文社の写真週刊誌『FLASH』で表紙および巻頭グラビアを飾る。11月19日には最後のグラビアとして同誌に登場し、グラビアを引退。
2024年12月3日、インフルエンサーのりょうくんと共にプロデュースを手がけるコンセプトカフェ『黒猫と彼女と』を赤坂に開店。
2024年12月7日より、ABEMAのリアリティ番組『HASHTAG HOUSE』に出演。
2025年6月16日、競輪選手との結婚を発表。

## 人物
- 上智大学理工学部情報理工学科出身[1]。
- 一度もフットサルをしないフットサルサークルに所属していた[6]。
- 動画撮影者はルルネージュの元メンバーである時田紗凪[6]。

## 出演

### ウェブ番組
- HASHTAG HOUSE（ABEMA、2024年12月7日 - 現在）[13]
- 突然ですが占ってもいいですか?（ABEMA・YouTube、2025年1月31日）

## 広告

### CM
- DISM HEADLIGHT限定CM（アンファー、2024年10月1日）[16]
- ChargeSPOT サイネージ（INFORICH、 2025年2月14日）[17]

### 広報
- 364ブラ イメージモデル（ウンナナクール、2024年7月11日）[8]

## 書籍

### 写真集
- かとゆり1st写真集『Lucky DUCK』（小学館、2024年7月26日、撮影：レスリー・キー、ISBN 978-4096824610）[9]

### デジタル写真集
- デジタル限定 かとゆり『上智大生は神ボディ』（集英社、2023年8月、撮影：藤本和典）
- デジタル限定 YJ PHOTO BOOK かとゆり『THE BEST～最高の贈り物～』（集英社、2023年12月7日、撮影：藤本和典）
- かとゆり スピ/サン グラビアフォトブック『Flower Shower』（小学館、2024年1月15日、撮影：レスリー・キー）
- FLASHデジタル写真集 かとゆり『卒業旅行』（光文社、2024年2月27日、撮影：中村和孝）
- ハレム かとゆりフェチグラビア『激バズり現役女子大生』（白泉社、2024年2月29日）
- WHITE graph デジタル写真集 かとゆり『WHITE LILY』（講談社、2024年5月29日、撮影：藤原宏）[18]
- FLASHデジタル写真集 かとゆり『また会えるよね』（光文社、2024年11月19日、撮影：熊谷貫）